# Pedro Parigot de Souza
Pedro Viriato Parigot de Souza (Curitiba, 26 de fevereiro de 1916 — 11 de julho de 1973) foi um engenheiro civil e político brasileiro.

## Biografia
Formado em engenharia civil pela Universidade Federal do Paraná, com especialização em engenharia hidráulica na França. Foi engenheiro da Secretaria de Viação e Obras Públicas do Paraná e do Departamento Nacional de Portos, Rios e Canais, tendo atuado como fiscal das obras de atracação dos portos de Paranaguá e Antonina, naquele estado, e como chefe das obras de regularização fluvial do rio Iguaçu.
Lecionou hidráulica e hidrologia na Universidade Federal do Paraná. Fundou o Centro de Estudos Hidráulicos do Paraná (CEHPAR), posteriormente denominado Centro de Estudos Hidráulicos Parigot de Souza. Sua vida profissional desenvolveu-se, sobretudo, em projetos e estudos de usinas hidrelétricas no laboratório de hidráulica do CEHPAR, sendo autor de diversos livros sobre o assunto. Foi Presidente do Instituto de Engenharia do Paraná.
Foi Diretor Técnico da Companhia Paranaense de Energia Elétrica (Copel) - posteriormente denominada Companhia Paranaense de Energia (Copel) -, na etapa de organização da empresa, em 1955 e 1956, tornando-se posteriormente Presidente desta empresa, de 10 de fevereiro de 1961 a 2 de junho de 1970, período no qual prosseguiu na carreira de docente e pesquisador. Presidiu o Conselho de Administração da Central Elétrica Capivari-Cachoeira S.A (Eletrocap), desde a construção da empresa, em novembro de 1963 até junho de 1970, e exerceu o cargo de secretário executivo do Comitê Coordenador dos Estudos Energéticos da Região Sul (Enersul).
Elegeu-se vice-governador do estado do Paraná em 1971, por via indireta. No mesmo ano, o governador Haroldo Leon Peres foi acusado de corrupção e renunciou, ocasião em que o Prof. Parigot assumiu o governo do estado.
Durante sua gestão, já acometido pelo câncer, licenciou-se várias vezes para tratamento, vindo a falecer no exercício do cargo, quando foi substituído por João Mansur, presidente da Assembléia Legislativa. Em conformidade com a Emenda Constitucional nº 2, de 1972, um novo governador foi escolhido pelo legislativo estadual.